# 리처드 톰슨
리처드 톰슨(영어: Richard Thompson, OBE, 1949년 4월 3일 ~ )은 영국의 기타 연주자이자 작곡가, 가수이다.
페어포트 컨벤션의 원년 구성원이었으며, 그룹을 나온 뒤에는 솔로로 꾸준히 활동했다.
특히 1970년대 아내 린다 톰슨과의 협업으로 호응을 받았다.
2011년, 애버딘 대학교에서 명예 박사학위를 받았다.
아들 테디 톰슨과 딸 커밀라 톰슨이 음악가로 활동하고 있다.

## 서훈
- 2011년 대영 제국 훈장 4등급(OBE) 수훈[2]